# Amt Bernkastel
Das Amt Bernkastel war ein vom 14. Jahrhundert bis zum Ende des 18. Jahrhunderts bestehender Verwaltungs- und Gerichtsbezirk im Kurfürstentum Trier. 

## Geschichte
Bernkastel war seit jeher trierischer Besitz. Zur Sicherung der trierschen Macht wurde im 13. Jahrhundert die Burg Landshut erbaut, die nach Amtsbildung auch Sitz des Amtmanns wurde. Im 14. Jahrhundert erfolgte eine Verpfändung von Schloss und Amt Bernkastel an die Abtei Prüm, 1456 konnte Trier aber die Verpfändung wieder einlösen.
Im 18. Jahrhundert war das Amt dem Oberamt Bernkastel nachgeordnet. Mit der Einnahme des Linken Rheinufers durch französischen Revolutionstruppen wurde das Amt nach 1794 aufgelöst. In der Franzosenzeit gehörte das Gebiet zum Kanton Bernkastel.

## Umfang
Am Ende des Kurstaates umfasste das Amt eine Fläche von 66,84 km² und hatte 4743 Einwohner. Es bestand aus Berncastel, Cues, Grach, Monzel, Monzelfeld, Neumagen, Osann und Thron.

## Amtssitz
Der Amtmann hatte seinen Sitz in dem ehemaligen kurfürstlichen Amts- und Kellereigebäude. Dieses Gebäude wurde 1656–61 erbaut und ist ein dreigeschossiger Zweiflügelbau mit viergeschossigem Treppenbau. Das Gebäude mit Adresse Gestade 12 wurde zuletzt als Weinbauschule genutzt und steht unter Denkmalschutz. 